# Lesley Roy
Lesley Roy   (Balbriggan, 17 de setembre de 1986) és una cantautora irlandesa. Representarà Irlanda en el Festival de la Cançó d'Eurovisió 2021, que se celebrarà a la ciutat neerlandesa de Rotterdam.
Roy va créixer a Balbriggan, una ciutat a 32 kilòmetres de Dublín. Quan tenia set anys, va començar a tocar la guitarra, i als 15 anys, ja va enregistrar les seves primeres maquetes. El 2008 va publicar el seu primer àlbum, Unbeautiful. Després va anar a viure a Nova York per treballar-hi com a compositora. Va escriure cançons per a Adam Lambert, Jana Kramer, Medina, Miss Montreal i Deorro, entre d'altres. Amb l'últim va cantar i tocar al Festival de Coachella. Viu entre Irlanda i els Estats Units.
El 5 de març del 2020, el difusor irlandès Raidió Teilifís Éireann (RTÉ) va anunciar que Lesley Roy representaria Irlanda al Festival de la Cançó d'Eurovisió 2020 amb la cançó Story of My Life. Com que aquella edició va ser cancel·lada per la pandèmia per coronavirus de 2019-2020, Roy va ser seleccionada internament per representar el país al Festival de la Cançó d'Eurovisió 2021 amb el tema Maps. No va arribar a la final.
Està casada amb la seva dona americana des del desembre del 2010.